# Mops (Fledermausgattung)
Mops (wissenschaftlicher Name) ist eine Fledermausgattung aus der Familie der Bulldoggfledermäuse (Molossidae). Sie ist nicht zu verwechseln mit der Gattung Mopsfledermäuse (Barbastella) aus der Familie der Glattnasen (Vespertilionidae).

## Merkmale
Diese Fledermäuse erreichen Kopfrumpflängen von 5 bis 12 Zentimeter, wozu noch ein 3 bis 6 Zentimeter langer Schwanz kommt. Ihr Gewicht variiert zwischen 7 und 64 Gramm. Ihr Fell ist an der Oberseite meist dunkelbraun gefärbt, die Färbung kann aber von rötlich braun bis schwarz variieren. Die Unterseite ist heller und weist manchmal weißliche Fellzeichnungen auf. Der massive Schädel ist durch auffallend fransige Lippen und kräftige Kiefer charakterisiert.

## Verbreitung und Lebensweise
Die Fledermäuse der Gattung Mops haben ein zweigeteiltes Verbreitungsgebiet. Sie kommen einerseits in Afrika südlich der Sahara einschließlich Madagaskar und dem Süden der Arabischen Halbinsel und andererseits in Südostasien vor.  Sie bewohnen je nach Art verschiedene Habitate, darunter Wälder und Savannengebiete.
Tagsüber ruhen sie in Kolonien von zehn bis zu mehreren hundert Tieren, als Ruheplätze dienen ihnen Höhlen, Felsspalten und Baumhöhlen, aber auch menschengemachte Behausungen. Nach Sonnenuntergang begeben sie sich auf Nahrungssuche, wobei sie schnell und oft hoch in der Luft fliegen. Sie ernähren sich von Insekten, die kräftigen Kiefer weisen auf hartschalige Beutetiere wie etwa Käfer hin.
Viele Arten haben zwei Paarungssaisonen pro Jahr, die meist vom Jahreszeitenwechsel abhängig sind. Von einer Art, Mops condylurus, ist bekannt, dass die Tragzeit rund zwei Monate beträgt und ein einzelnes Junges ausgetragen wird.

## Bedrohung
Viele Arten sind weit verbreitet und häufig. Von Mops niangarae wurde nur ein einzelnes Exemplar 1907 gefunden, ihr Gefährdungsgrad ist unklar. Zwei Arten, M. petersoni und M. trevori, werden von der IUCN als gefährdet (vulnerable) gelistet.

## Systematik
Die Gattung Mops wird in zwei Untergattungen unterschieden, die sich durch anatomische Unterschiede des Gaumens sowie des vorderen oberen Prämolaren unterscheiden. Die deutschen Namen folgen T.C. Cole.
Untergattung Mops (Lesson 1842):
- Angola-Bulldoggfledermaus (Mops condylurus) bewohnt nahezu ganz Afrika südlich der Sahara.
- Kongo-Bulldoggfledermaus (Mops congicus) kommt von Ghana bis Uganda vor.
- Mongalla-Bulldoggfledermaus (Mops demonstrator) ist von Burkina Faso und Sudan bis Uganda verbreitet.
- Madagassische Weissbauch-Bulldoggfledermaus (Mops leucostigma) ist auf Madagaskar endemisch.
- Midas-Bulldoggfledermaus (Mops midas) lebt im südwestlichen Saudi-Arabien sowie in Savannengebieten Afrikas.
- Malaiische Bulldoggfledermaus (Mops mops) bewohnt die Malaiische Halbinsel, Sumatra und Borneo.
- Niangara-Bulldoggfledermaus (Mops niangarae) kommt nur im Nordosten der Demokratischen Republik Kongo vor. Von der Art ist nur ein einzelnes Exemplar bekannt, ihr Gefährdungsgrad ist unklar.
- Afrikanische Weißbauch-Bulldoggfledermaus (Mops niveiventer) lebt im südlichen Afrika von der Demokratischen Republik Kongo südwärts bis Botswana.
- Sulawesi-Bulldoggfledermaus, auch Salomon-Bulldoggfledermaus (Mops sarasinorum) lebt in Sulawesi und Mindanao.
- Trevor-Bulldoggfledermaus (Mops trevori) lebt im Nordosten der Demokratischen Republik Kongo und in Uganda.

Untergattung Xiphonycteris (Dollmann 1911):
- Bakaris Bulldoggfledermaus (Mops bakarii) Pemba, Tansania
- Kurzflügel-Bulldoggfledermaus (Mops brachypterus) ist von Gambia bis Kenia und südlich bis Mosambik verbreitet.
- Zwerg-Bulldoggfledermaus (Mops nanulus) ist von Sierra Leone bis Äthiopien und Kenia verbreitet.
- Peterson-Bulldoggfledermaus (Mops petersoni) ist aus Ghana und Kamerun bekannt.
- Spurell-Bulldoggfledermaus (Mops spurrelli) ist von Liberia bis zur Demokratischen Republik Kongo verbreitet.
- Thersites-Bulldoggfledermaus (Mops thersites) kommt von Sierra Leone bis Ruanda und südwärts eventuell bis Mosambik vor.